# Dysmachus appendiculatus
Dysmachus appendiculatus là một loài ruồi trong họ Asilidae. Dysmachus appendiculatus được Schiner miêu tả năm 1867. Loài này phân bố ở vùng Cổ Bắc giới và châu Á.